# Вахшский район
Вахшский район (тадж. Ноҳияи Вахш) — административный район в Хатлонской области Республики Таджикистан.
Районный центр — посёлок городского типа Вахш, расположенный в 25 км южнее города Бохтар близ железнодорожной станции Перепадная. Управление Вахшской оросительной системы.
Территория Вахшского района составляет 1101,4 км².

## География
Вахшский район расположен в долине реки Вахш. На севере граничит с Левакандским районом, на востоке — с Дангаринским и Фархорским районами, на юге — с Джалолиддин Балхи, на западе — с Кушониёнским районом Хатлонской области.

## Население
Население по оценке на 1 января 2015 года составляет 176 800 человек, в том числе городское — в посёлках Вахш (14 100) и Кировский (5500) — 11,1 % или 19 600 человек.
| Численность населения | Численность населения | Численность населения | Численность населения | Численность населения | Численность населения | Численность населения | Численность населения |
| 1939                  | 2003                  | 2004                  | 2005                  | 2006                  | 2007                  | 2008                  | 2009                  |
| --------------------- | --------------------- | --------------------- | --------------------- | --------------------- | --------------------- | --------------------- | --------------------- |
| 25 093                | ↗135 800              | ↗138 600              | ↗141 300              | ↗144 400              | ↗147 600              | ↗150 800              | ↗154 300              |
| 2019                  | 2020                  | 2021                  | 2022                  |                       |                       |                       |                       |
| ↗194 800              | ↗199 300              | ↗208 400              | ↗213000               |                       |                       |                       |                       |

## Административное деление
В состав Вахшского района входят 2 посёлка городского типа и 5 сельских общин (тадж. ҷамоат):
| Административное деление Вахшского района |           |
| Сельская община                           | Население |
| Вахш, пгт                                 | 16 700    |
| Кировский, пгт                            | 5800      |
| Машал                                     | 37 111    |
| 20-летия Независимости Таджикистана       | 32 260    |
| Рудаки                                    | 22 085    |
| Файзи Истиклол                            | 32 716    |
| Вахдат                                    | 14 727    |

Главой Вахшского района является Председатель Хукумата, который назначается Президентом Республики Таджикистан. Главой правительства Вахшского района является Председатель Хукумата. Законодательный орган Вахшского района — Маджлис народных депутатов, который избирается всенародно на 5 лет.